# 海宁市第一中学
浙江省海宁市第一中学是浙江省二级重点普通中学，是浙北地区规模较大的中学。现校区座落于水月亭西路北面、海宁大道东侧、沪杭线以南、立人港以西，占地200亩、建筑面积6万多平方米。学校现有89个班级，学生5000余人，在职教职工320余人。

## 校训
立德、求智、强身、成才

## 现任领导

### 校级领导
校长、副书记：朱建康
书记、副校长：吴玉红
副校长：钱志良、于鑫虎
工会主席、总务处主任：许明龙

## 历史
- 1912年——1923年 海宁县立乙种商业学校（海宁县立商科职业学校）
- 1923年——1927年 海宁县私立寓移中学
- 1927年——1932年 海宁县立中山初级中学
- 1932年——1937年 （情况不详）
- 1944年——1951年3月 海宁县立初级中学
- 1951年3月——1992年 海宁县立第一初级中学（海宁市第一中学）
- 1992年——至今 浙江省海宁第一中学

## 题词
- 中华民国国父孙中山曾于1912年题词：“猛进如潮”。

## 教学水平
海宁当地民众普遍认为海宁市第一中学是当地教学水平较高的一所中学。许多人认为，该校初中教育水平在当地领先，高中教育水平仅次于海宁高级中学。但亦有一些学生认为该校教学过于偏重考试成绩和升学率，素质教育开展不利，实际教学水平并非如人们所说的那么高。

### 2005年
- 中考进入海宁高级中学“正取生”115人（包括保送生25人），列海宁市第一。
- 高考上“一本”分数线115人，上“本科”人数657人。

### 2006年
- 共有948人参加高考，其中116人上重点线，上线率：99.26%；理科本科率：75.16%；文科本科率：77.85%（不含历届与艺术）。
- 共有655人参加中考，其中被海高录取为保送生的有23人，中考达海高正取生分数线（684分）的有65人，达海高走读生分数线（677分）的有28人；中考成绩在658分到676分的有97人。